# Raspailia phakellina
Raspailia phakellina är en svampdjursart som beskrevs av Topsent 1913. Raspailia phakellina ingår i släktet Raspailia och familjen Raspailiidae. Inga underarter finns listade i Catalogue of Life.